# بيل جليسون (لاعب كرة قاعدة)
بيل جليسون (بالإنجليزية: Bill Gleason)‏ هو لاعب كرة قاعدة أمريكي، ولد في 1868 في كليفلاند في الولايات المتحدة، وتوفي بنفس المكان في 2 ديسمبر 1893.